# Afonso II de Nápoles

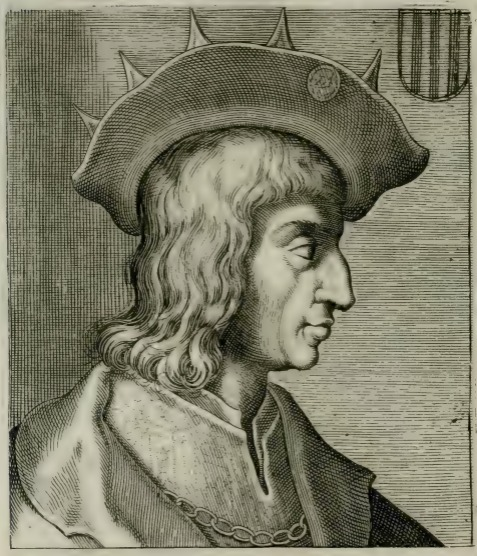
Afonso II de Nápoles por Aliprando Caprioli.

Afonso II (4 de novembro de 1448 - 18 de dezembro de 1495), também chamado de Afonso de Aragão , foi rei de Nápoles de 25 de janeiro de 1494 a 22 de fevereiro de 1495 com o título de rei de Nápoles e Jerusalém . Como duque da Calábria , foi patrono dos poetas e construtores renascentistas durante o seu mandato como herdeiro do trono de Nápoles.

## Biografia
Nascido em Nápoles , Alfonso foi o filho mais velho de Fernando I de Nápoles por sua primeira esposa, Isabella de Clermont . Ela era filha de Tristan , Conde de Copertino e Caterina Del Balzo Orsini . Alfonso era primo de Fernando II de Aragão , rei de Aragão e primeiro governante ( co -) de uma Espanha unificada . Seu professor foi o humanista Giovanni Pontano , cujo De splendore descreve as virtudes e modos de vida apropriados a um príncipe.
Quando sua mãe Isabella de Clermont morreu (1465), ele conseguiu suas reivindicações feudais, que incluíam a reivindicação de Brienne ao Reino de Jerusalém.
Em 1463, quando Alfonso tinha quinze anos, faleceu seu tio-avô Giovanni Antonio del Balzo Orsini , príncipe de Taranto , e obteve algumas terras da herança. Afonso havia se mostrado um soldado habilidoso e determinado, ajudando seu pai na supressão da Conspiração dos Barões (1485) e na defesa do território do Reino contra as alegações do papa .
Como condottiero , ele lutou nas guerras mais importantes da época, como a guerra que seguiu a Conspiração Pazzi (1478-1480) e a Guerra de Ferrara (1482–1484).
Quando seu pai morreu, as finanças do reino foram esgotadas e a invasão do rei Carlos VIII da França era iminente; Carlos (instigado por Lodovico Sforza , que desejava causar problemas para poder tomar o poder em Milão) decidiu reafirmar a reivindicação angevina de Nápoles e o título de rei de Jerusalém .
Carlos invadiu a Itália em setembro de 1494. Alfonso conseguiu reconquistar o apoio do papa Alexandre VI , que convidou Carlos a dedicar seu esforço contra os turcos. Alfonso recebeu a coroação papal oficial como Rex Siciliae em 8 de maio de 1494 de Juan de Borja Lanzol de Romaní, o prefeito , anteriormente legado papal a Alfonso II.
No entanto, o rei da França não cedeu; no início de 1495, Carlos se aproximava de Nápoles , depois de ter derrotado Florença e a frota napolitana sob o comando do irmão de Afonso, Frederico da Calábria, em Porto Venere. Alfonso, aterrorizado por uma série de presságios, bem como sonhos incomuns, abdicou em favor de seu filho, Ferdinand ou Ferrandino, e fugiu, entrando em um mosteiro siciliano. Ele morreu em Messina no final daquele ano. Fazia 237 dias desde a sua coroação.

## Cultura renascentista
Como príncipe herdeiro, Alfonso havia participado da brilhante cultura renascentista que cercava a corte de seu pai. Sua contribuição duradoura à cultura européia foi o exemplo de suas vilas de La Duchesca e especialmente de Poggio Reale nos arredores de Nápoles, que cativou Carlos VIII da França durante sua breve estada em Nápoles entre fevereiro e junho de 1495, inspirando-se a imitar o "paraíso terrestre" que ele encontrou. [1]
Poggio Reale , que segundo Vasari foi projetado por Giuliano da Maiano e que foi apresentado na década de 1480, desapareceu completamente e nenhuma descrição extensiva sobreviveu. Décadas mais tarde, Vasari relatou, "Em Poggio Reale [Giuliano da Maiano] expunha a arquitetura daquele palazzo, sempre considerado uma coisa muito bonita; e ao afresco ele trouxe lá Pietro del Donzello , um florentino, e Polito seu irmão que estava considerado naquela época um bom mestre, que pintou todo o palazzo, por dentro e por fora, com a história do dito rei. " [2]Não há arquivos para conectar Giuliano ou seu irmão Benedetto ao projeto; para documentação, apenas uma seção e um plano, reproduzidos com desculpas por sua imprecisão, por Sebastiano Serlio . A reprodução de Serlio parece mostrar um plano idealizado, [3] idêntico em todos os quatro lados, ao redor de uma quadra com dupla arcada.
É claro que o corte aragonesa em Nápoles introduziu as tradições jardim mouros de Valência , com suas avenidas sombreadas e banhos, hidráulica sofisticados que movidos esplêndida distribuição de água, [4] formais tanques, lagoas e fontes, como um ambiente luxuoso e isolado para a vida da corte e os combinou com características romanas: o Poggio Reale de Alfonso foi construído em torno de três lados de um pátio com arcadas, com fileiras de assentos em volta de um centro afundado que poderia ser inundado por óculos de água; no quarto lado, abria-se para um jardim que emoldurava uma vista espetacular do Vesúvio.
Tudo era diferente de qualquer coisa experimentada pelo rei francês, que se retirou da Itália, carregado de tapeçarias e obras de arte, e cheio de ambições de construção e jardinagem.

## Casamentos e filhos
Como seu pai, Alfonso se casou duas vezes. Sua primeira esposa foi Ippolita Maria Sforza, com quem se casou em 10 de outubro de 1465 em Milão . [5] Sua amante, por quem ele também teve filhos, foi Trogia Gazzela .
Ele teve três filhos com Ippolita:
- Rei Fernando II de Nápoles (26 de agosto de 1469 - outubro de 1496), casado com Joana de Nápoles
- Isabel de Aragão, duquesa de Milão e de Bari, princesa de Rossano (2 de outubro de 1470 - 11 de fevereiro de 1524), casou-se com seu primo em primeiro grau Gian Galeazzo Sforza , duque de Milão, em janeiro de 1490. [6]
- Piero, Príncipe de Rossano (31 de março de 1472 - 17 de fevereiro de 1491), tenente-general da Apúlia, morreu de uma infecção após uma cirurgia na perna.

E dois com Trogia:
- Sancha de Aragão (nascido em 1478 em Gaeta )
- Afonso, duque de Bisceglie e príncipe de Salerno (nascido em 1481, em Nápoles)